# زمردی گولد
زمردی گولد (نام علمی: Chlorostilbon elegans) نام یک گونه منقرض‌شده از سرده زمردی‌ها است.